# Општина Фоча
Општина Фоча је општина у Републици Српској, БиХ. Сједиште општине се налази у насељеном мјесту Фоча. Према подацима Агенције за статистику Босне и Херцеговине на попису становништва 2013. године, у општини је пописано 18.288 лица.

## Географија
Општина обухвата површину од 1.115 km2 и спада у ред највећих општина у Републици Српској. Има око 19.000 становника или 16,4 по квадратном километру. Брдско — планински рељеф ове општине са надморским висинама од 400 до 2.386 метара богат је рекама, језерима и планинама, а ту је и прашума Перућица, која је једина на тлу Европе.
Све је то одређивало правац привредног развоја општине, тако да дрвна индустрија захваљујући великом шумском богатству представља једну од основних грана привређивања.
Поред дрвне индустрије у последње време све се интензивније развија производња и прерада угља, метална, електро као и текстилна индустрија.
У укупном привредном развоју значајно место заузима и област туризма и угоститељства, која се развија у оквиру Националног парка Сутјеска.

## Насељена мјеста
Подручје општине Фоча чине насељена мјеста:
Анђелије, Бастаси, Белени, Биоково, Биротићи, Богавићи, Боровинићи*, Борје, Брајићи, Брајковићи, Брод, Брусна, Будањ, Бујаковина, Бунови, Веленићи, Викоч, Витине, Војновићи, Врањевићи, Врбница, Вукушићи, Вучево, Глушца, Говза, Годијено, Гостичај, Градац, Грандићи, Грдијевићи, Даничићи, Деролови, Драгочава, Драгојевићи, Драче, Ђеђево, Жељево, Заваит, Закмур, Зубовићи, Игоче, Избишно, Јасеново, Јелеч, Јечмишта, Јошаница, Колун, Козаревина, Козја Лука, Косман, Кратине, Крна Јела, Кундуци, Крушево, Куново, Кута, Љубина, Мазоче, Мештревац, Миљевина, Мирјановићи, Мјешаји, Марево, Орахово, Папратно, Патковина, Паунци, Пољице, Попов Мост, Потпеће, Превраћ, Пријеђел, Присоје*, Пуриши, Радојевићи*, Родијељ*, Ријека, Слатина, Сорлаци*, Сусјешно (Сусјечно), Течићи, Тјентиште, Тођевац, Тохољи, Трбушће, Тртошево, Тврдаци, Ћурево, Фалиши, Филиповићи*, Фоча, Цвилин*, Церова Раван, Црнетићи, Хум, Хусеиновићи, Челебићи, Челиково Поље, Шкобаљи, Штовић и Шуљци.
(На списку Владе Републике Српске се налазе и насељена мјеста: Присоје, Радојевићи, Родијељ, Сорлаци, Филиповићи и Цвилин)
У општини Фоча постоје 22 мјесне заједнице.

## Насељена мјеста 1991.
Анђелије, Бастаси, Бавчићи, Белени, Бешлићи, Биоково, Биротићи, Богавићи, Борјанице, Борје, Боровинићи, Брајићи, Брајковићи, Брод, Брусна, Будањ, Бујаковина, Бунчићи, Бунови, Церова Раван, Црнетићи, Цвилин, Челебићи, Челиково Поље, Ћурево, Даничићи, Деролови, Доње Жешће, Драче, Драгочава, Драгојевићи, Ђеђево, Фалиши, Филиповићи, Фоча, Глушца, Годијено, Гостичај, Говза, Градац, Грандићи, Грдијевићи, Хум, Хусеиновићи, Игоче, Избишно, Јабука, Јасеново, Јечмишта, Јелеч, Јошаница, Колаковићи, Колун, Косман, Козаревина, Козја Лука, Копилови, Кратине, Крна Јела, Крушево, Кундуци, Куново, Кута, Локве, Љубина, Марево, Мазлина, Мазоче, Мештревац, Миљевина, Мирјановићи, Мјешаја, Мрављача, Њухе, Орахово, Папратно, Патковина, Паунци, Пејковићи, Петојевићи, Подграђе, Пољице, Попов Мост, Потпеће, Превила, Превраћ, Пријеђел, Присоје, Пуриши, Ратаје, Рачићи, Радојевићи, Ријека, Родијељ, Слатина, Славичићи, Стојковићи, Сорлаци, Сусјешно, Шкобаљи, Штовић, Шуљци, Течићи, Тјентиште, Тођевац, Тохољи, Трбушће, Тртошево, Тврдаци, Устиколина, Веленићи, Викоч, Витине, Војновићи, Врањевићи, Врбница, Вучево, Вукушићи, Забор, Закмур, Заваит, Зебина Шума, Зубовићи и Жељево.
Послије потписивања Дејтонског споразума, највећи дио општине Фоча остао је у саставу Републике Српске. У састав Федерације БиХ ушла су насељена мјеста: Бавчићи, Бешлићи, Бунчићи, Доње Жешће, Јабука, Колаковићи, Локве, Мазлина, Мрављача, Њухе, Подграђе, Превила, Рачићи, Радојевићи, Славичићи, Стојковићи, Устиколина, Забор и Зебина Шума, те дијелови насељених мјеста: Цвилин, Филиповићи, Боровинићи, Присоје, Родијељ и Сорлаци. Од овог подручја формирана је општина Фоча-Устиколина.

## Становништво
По последњем службеном попису становништва из 1991. године, општина Фоча је имала 40.513 становника, распоређених у 120 насељених места. Дејтонским споразумом одређен број насеља који је припадао општини Фоча по попису из 1991. припао је ФБиХ.
|             | 2013.           | 1991.            | 1981.            | 1971.            | 1961.            |
| Укупно      | 18 288 (100,0%) | 40 513 (100,0%)  | 44 661 (100,0%)  | 48 741 (100,0%)  | 47 173 (100,0%)  |
| Срби        | 16 739 (91,53%) | 18 315 (45,21%)  | 18 908 (42,34%)  | 21 458 (44,02%)  | 22 786 (48,30%)  |
| Бошњаци     | 1 270 (6,944%)  | 20 790 (51,32%)1 | 23 316 (52,21%)1 | 25 766 (52,86%)1 | 19 519 (41,38%)1 |
| Црногорци   | 85 (0,465%)     | –                | 947 (2,120%)     | 990 (2,031%)     | 877 (1,859%)     |
| Хрвати      | 55 (0,301%)     | 94 (0,232%)      | 141 (0,316%)     | 218 (0,447%)     | 460 (0,975%)     |
| Неизјашњени | 32 (0,175%)     | –                | –                | –                | –                |
| Остали      | 31 (0,170%)     | 851 (2,101%)     | 145 (0,325%)     | 156 (0,320%)     | 81 (0,172%)      |
| Непознато   | 16 (0,087%)     | –                | –                | –                | –                |
| Муслимани   | 14 (0,077%)     | –                | –                | –                | –                |
| Словенци    | 13 (0,071%)     | –                | 10 (0,022%)      | 15 (0,031%)      | 67 (0,142%)      |
| Југословени | 10 (0,055%)     | 463 (1,143%)     | 1 156 (2,588%)   | 102 (0,209%)     | 3 202 (6,788%)   |
| Македонци   | 7 (0,038%)      | –                | 7 (0,016%)       | 15 (0,031%)      | 43 (0,091%)      |
| Православци | 7 (0,038%)      | –                | –                | –                | –                |
| Босанци     | 6 (0,033%)      | –                | –                | –                | –                |
| Роми        | 3 (0,016%)      | –                | 8 (0,018%)       | –                | 81 (0,172%)      |
| Албанци     | –               | –                | 20 (0,045%)      | 13 (0,027%)      | 39 (0,083%)      |
| Мађари      | –               | –                | 3 (0,007%)       | 8 (0,016%)       | 18 (0,038%)      |

1. 1 На пописима од 1971. до 1991. Бошњаци су пописивани углавном као Муслимани.

## Политичко уређење

### Општинска администрација
Начелник општине представља и заступа општину и врши извршну функцију у Фочи. Избор начелника се врши у складу са изборним Законом Републике Српске и изборним Законом БиХ. Општинску администрацију, поред начелника, чини и скупштина општине. Институционални центар општине Фоча је насеље Фоча, гдје су смјештени сви општински органи.
Начелник општине Фоча је Милан Вукадиновић испред Савеза независних социјалдемократа, који је на ту функцију ступио након локалних избора у Босни и Херцеговини 2020. године. Састав скупштине Општине Фоча је приказан у табели.

## Познате личности
- Јово Јакшић, народни херој Југославије.
- Димитрије Благојевић, српски игуман.
- Раде Крунић, српски и босанскохерцеговачки фудбалер.
- Војислав Максимовић, српски прозни писац, есејиста, историчар књижевности и члан АНУРС-а.
- Горан Максимовић, српски историчар књижевности, књижевни критичар, антологичар и професор Универзитета у Нишу.
- Мићо Машић, професор математике.
- Велибор Остојић, српски политичар и министар науке и образовања Републике Српске.

## Градови побратими
Никшић, Црна Гора